# Глостер Діана Володимирівна
Глостер Діана Володимирівна (Diana Gloster, нар. 26 серпня 1993 , Сімферополь, Україна) — українська співачка, авторка пісень, блогерка, акторка та ведуча подкасту Gloster Fm.

## Життєпис
Народилася у Сімферополі. Початкову школу закінчила у Луганську. Старшу— у Києві.
З дитинства професійно займалася бальними та латиноамериканськими танцями, грою на фортепіано та вокалом.
У 2009 році вступила до КНУ ім. Тараса Шевченка на юридичний факультет. 2012 року перевелася на заочну форму навчання та вступила до коледжу CATS у Кентербері, Велика Британія.
У 2012 році вступила до Лондонського університету Ravensbourne на факультет Music Production. 2013 року отримала диплом з відзнакою по спеціальності «поп-вокал» у Лондонському університеті музики.

## Кар'єра
З раннього дитинства мріяла стати співачкою. Перші записи на студії було зроблено у 2006 році.
2013 року знялася в головній ролі українського повнометражного фільму «Київський Торт» режисера Олексія Шапарєва, який вийшов у прокат в Україні у 2014 році.
Навчаючись у Лондоні, почала знімати ролики для свого каналу на YouTube та вести профіль у Instagram, розповідаючи глядачам про життя та навчання за кордоном. У 2017 році отримала срібну кнопку YouTube за 100 000 підписників на каналі.

### Музика
У вересні 2015 року стала артисткою музичного лейблу «Respectable House». Дебютний сингл Buona Sera увійшов до
ТОП-100 треків чарту Billboard 2016 року.
У грудні 2016 року виступила з першим живим концертом у Києві.
У листопаді 2019 року випустила авторську пісню «Нас нет», присвятивши її жертвам домашнього насильства. Кліп до синглу, присвячений всесвітній акції «16 днів проти дії домашнього насильства» (режисер Іван Кваша) отримав широку підтримку медіа в Україні.
У 2019 році знялася в одній із головних ролей повнометражного фільму «Мій Дідусь — Дід Мороз» режисера Сергія Шляхтюка. Пісня «Сніг» Діани стала офіційним саундтреком до цього фільму.
Наприкінці 2020 року на своєму YouTube каналі випустила авторське шоу розважального формату, у якому артисти та медійні особи брали участь у веселих змаганнях за звання «Аристократів». Серед гостей були Раміна Есхакзай, Тімур Мірошниченко, Володимир Остапчук, Іраклі Макацарія, Анна Трінчер, Тетяна Пренткович, Коля Серга, Сабіна Мусіна та ін. Цей проект виграв у номінації «YouTube-проект року» та отримав премію ELLE STYLE AWARDS 2020.
У 2021 році дебютувала в дубляжі анімації — озвучила одну з головних героїнь мультфільму «Співай 2» від Universal Pictures. В цьому ж році співачка випустила декілька синглів, а також дебютний альбом «До мурашек».
У 2022 році після повномасштабного вторгнення Росії в Україну закрила свій старий YouTube канал і відкрила новий канал Gloster FM, на якому почала випускати україномовні подкасти, куди запрошує на розмови зіркових гостей, серед яких Lida Lee, Ксенія Мішина, Tayanna, Оля Цибульська, Наталка Денисенко та ін. Також активно займалась музичною кар'єрою і випускає свої авторські пісні, зокрема пісні «Незламні», «Не питай», «Лічилочка». Цього ж року, 28 жовтня вийшов трек «По воді» — робота Діани спільно з MARKO KVITKA.
22 грудня 2022 презентувала пісню «Зорепад», яку написала після чергового обстрілу Києва. 
У 2023 році відбулися релізи ще кількох треків: «Я у себе», «Кіно». Головним героєм у відеокліпі останнього став військовий та актор Назар Грабар.

## Diana Gloster. Посилання
- Diana Gloster у Instagram

- Gloster Fm | YouTube

- Diana Gloster у Facebook